# 18. Panzergrenadier-Division
Pour les articles homonymes, voir 18e division.
La 18. Panzergrenadier-Division ou « 18e Panzergrenadier-Division » (littéralement en français : la « 18e division blindée de grenadiers ») était une division d'infanterie mécanisée (en allemand : Panzergrenadier-Division) de l'Armée de terre allemande (la Heer), au sein de la Wehrmacht, pendant la Seconde Guerre mondiale.
La division est formée le 1er octobre 1934 à Liegnitz sous le nom de 18. Infanterie-Division. Elle devient la 18. Infanterie-Division (mot.) le 1er novembre 1940, puis est définitivement renommée 18. Panzergrenadier-Division le 23 juin 1943.
Après avoir participé aux campagnes de Pologne (1939) et de France (1940), elle est ensuite uniquement affectée au front de l'Est. La division disparaît en mai 1945.

## Emblèmes divisionnaires

18. Infanterie-Division.
18. Panzergrenadier-Division.

## Composition
| Août 1939 - Infanterie-Regiment 30 - Infanterie-Regiment 51 - Infanterie-Regiment 54 - Artillerie-Regiment 18 - Artillerie-Regiment 54 (1 bataillon) - Divisions-Einheiten 18 | Mai 1941 - Infanterie-Regiment (mot.) 30 - Infanterie-Regiment (mot.) 51 - Kradschützen-Bataillon 38 - Artillerie-Regiment 18 - Divisions-Einheiten 18 | Juin 1943 - Grenadier Regiment (mot.) 30 - Grenadier Regiment (mot.) 51 - Panzer Aufklärungs Abteilung 118 (groupe de reconnaissance) - Panzer Abteilung 118 (bataillon de chars) - Panzerjäger Abteilung 118 (groupe de chasseurs de chars) - Artillerie-Regiment 18 - Divisions-Einheiten 18 |

## Commandants
- 1er octobre 1934 - 1er avril 1938 : Generalleutnant Hermann Hoth
- 1er avril 1938 - 26 août 1939 : Generalleutnant Erich von Manstein
- 26 août 1939 - 24 mars 1941 : Generalleutnant Friedrich-Carl Cranz
- 24 mars 1941 - 15 décembre 1941 : General der Infanterie Friedrich Herrlein
- 15 décembre 1941 - 9 août 1943 : General der Infanterie Werner von Erdmannsdorff
- 9 août 1943 - 14 avril 1944 : Generalleutnant Karl Zutavern
- 14 avril 1944 - 24 mai 1944 : General der Artillerie Kurt Jahn
- 24 mai 1944 - 6 juillet 1944 : Generalleutnant Karl Zutavern
- 6 juillet 1944 - 1er janvier 1945 : Generalleutnant Dr Hans Boelsen
- 1er janvier 1945 - 8 mai 1945 : Generalmajor Josef Rauch

## Historique de la18ePanzergrenadier-Division au combat
- 1939 : la 18. Infanterie-Division participe à la campagne de Pologne[1].
- 1940 : elle participe à la bataille de France.
- 1941 : elle rejoint le Heeresgruppe Nord et combat devant Minsk
- 1942 : la division combat dans la région de Tikhvine située à environ 150 km à l'est de Léningrad, le 22 décembre 1941 la division a déjà perdu 9 000 hommes ; elle n'a plus que 741 combattants ; lors de la retraite, les Allemands se replient sur la Volkhov ; l'Infanterie-Regiment 51 s'est particulièrement distingué et a combattu en position d'arrière garde, par −50 °C, contre les troupes sibériennes.
- 1943 : elle devient la 18. Panzergrenadier-Division ; l’unité rejoint le Heeresgruppe Mitte et se bat à Ielnia et Bobrouisk.
- Été 1944 : l’unité disparaît dans l’effondrement du Heeresgruppe Mitte ; à partir de ses éléments survivants, elle est reconstituée et inclut les restes de la Panzer-Brigade 105.
- Octobre 1944 : l’unité se trouve à Neuhammer sous les ordres du Generalmajor Hans Boelsen.
- Début 1945 : elle se bat en province de Prusse-Orientale, puis est remise en état par intégration des Panzer-Division « Schlesien » et Panzer-Division « Holstein ».
- Mai 1945 : elle est capturée par l’Armée rouge sur les bords de la Vistule ; toutefois certains éléments, qui sont parvenus à s'échapper, participent à la bataille de Berlin.